# Anna Aragall i Virolà
Anna Aragall i Virolà (Sabadell, 14 de maig de 1885 - Sant Llorenç Savall, 2 d'abril de 1947) fou una filantropa catalana.
Filla de Joan Aragall i Llopart i de Francesca Virolà, modestos treballadors que tenien l'Hostal de Sant Antoni, al carrer de Sant Joan, 5 de Sabadell. Fou la segona de set germans. El 1902 es casà amb el serraller Joan Baptista Fortuny i Ferrer. Ella i marit es traslladaren el 1933 a viure a Sant Llorenç Savall, on els anomenaven els Avis Fortuny. Molt coneguts i estimats al poble, el 1984 el consistori nomenà el carrer dels Avis Fortuny a un vial del polígon industrial.